# Castelo (Rubiana)
Castelo (llamada oficialmente O Castelo) es un lugar situado en la parroquia de Barrio y Castelo, del municipio español de Rubiana, en la provincia de Orense, Galicia.

## Demografía
| Gráfica de evolución demográfica de Castelo entre 2000 y 2023 |
|                                                               |
| Datos según el nomenclátor publicado por el INE.              |